# Повесть о Подолье
«Повесть о Подо́лье» — памятник белорусско-литовского летописания первой половины XV века. Была написана около 1432—1435 годов в среде виленских аристократов. Помещена в белорусско-литовской летописи 1446 года в конце «Летописца великих князей литовских». В XVI веке была включена в состав «Хроники Великого княжества Литовского и Жомойтского» и Хроники Быховца.
Повесть содержит историю Подольской земли второй половины XIV — первой трети XV веков, историю включения региона в состав Великого княжества Литовского. Создана с целью доказательства права Великого княжества Литовского на Подолье и борьбы с польской шляхтой, стремившейся включить этот регион в состав Королевства Польского и после смерти великого князя Витовта захватившей западную часть Подолья. Написана на западнорусском (старобелорусском) языке деловым стилем, её сведения в основном соответствуют историческим фактам. «Повесть о Подолье» не содержит дат, носит светский публицистический характер.